# Брандон Агілера
Брандон Агілера Самора (ісп. Brandon Aguilera Zamora, нар. 28 червня 2003, Сан-Херонімо-де-Наранхо) — костариканський футболіст, півзахисник клубу «Ноттінгем Форест».
Виступав, зокрема, за клуби «Кармеліта» та «Алахуеленсе», а також національну збірну Коста-Рики.

## Клубна кар'єра
Народився 28 червня 2003 року в Сан-Херонімо-де-Наранхо. Вихованець юнацьких команд футбольних клубів «Кармеліта» та «Алахуеленсе».
У дорослому футболі дебютував 2018 року виступами за команду «Кармеліта», в якій провів один сезон, взявши участь у 4 матчах чемпіонату. 
Своєю грою за цю команду привернув увагу представників тренерського штабу клубу «Алахуеленсе», до складу якого приєднався 2020 року. Відіграв за костариканську команду наступні два сезони своєї ігрової кар'єри.
2022 року грав в оренді за клуб «Гуанакастека» протягом першої половини сезона. 
Влітку 2022 року приєднався до складу клубу АПЛ «Ноттінгем Форест», але на півроку відправився в оренду до складу клубу «Гуанакастека». 

## Виступи за збірні
2018 року дебютував у складі юнацької збірної Коста-Рики (U-15), загалом на юнацькому рівні взяв участь у 5 іграх.
Протягом 2022–0 років залучався до складу молодіжної збірної Коста-Рики. На молодіжному рівні зіграв у 4 офіційних матчах.
2022 року дебютував в офіційних матчах у складі національної збірної Коста-Рики.
У складі збірної був учасником чемпіонату світу 2022 року у Катарі.

## Титули і досягнення
- Чемпіон Коста-Рики: (1)

«Алахуеленсе»: 2020-2021
- Переможець Ліги КОНКАКАФ: (1)

«Алахуеленсе»: 2020
| Дата      | Місто    | Господарі  | Результат | Гості      | Турнір                                   | Голи | Примітки |
| --------- | -------- | ---------- | --------- | ---------- | ---------------------------------------- | ---- | -------- |
| 30-3-2022 | Сан-Хосе | Коста-Рика | 2 – 0     | США        | Відбір до ЧС 2022                        | -    | 68'      |
| 2-6-2022  | Панама   | Панама     | 2 – 0     | Коста-Рика | Ліга націй КОНКАКАФ 2022—2023 - 1-й етап | -    | 60'      |
| 5-6-2022  | Сан-Хосе | Коста-Рика | 2 – 0     | Мартиніка  | Ліга націй КОНКАКАФ 2022—2023 - 1-й етап | -    | 86'      |
| 27-9-2022 | Сувон    | Узбекистан | 1 – 2     | Коста-Рика | товариський матч                         | -    | 34' 46'  |
| Усього    |          | Матчів     | 4         |            | Голів                                    | 0    |          |